# Hereditary - Le radici del male
Hereditary - Le radici del male (Hereditary) è un film del 2018 scritto e diretto da Ari Aster, al suo esordio cinematografico.
È stato presentato in anteprima mondiale al Sundance Film Festival del 2018 nella sezione Midnight.

## Trama
3 aprile 2018. Il film inizia con l'epitaffio di Ellen Taper-Leigh, 78enne vedova di Martin Leigh e madre del defunto Charles Leigh e di Annie Leigh-Graham, a sua volta moglie del dottor Steven Graham e madre di Peter (di 16 anni) e Charlie (di 13 anni) Graham.
Il giorno del funerale, mentre Charlie disegna inquietanti immagini sul suo album e fa uno strano rumore con la lingua, Annie, dopo aver pronunciato l'elogio funebre della madre, in cui descrive il loro rapporto complicato, apre le scatole con gli effetti personali della donna e trova in un libro sullo spiritismo uno strano biglietto scritto proprio dalla donna per la figlia e, pochi istanti dopo, mentre si appresta a lasciare la stanza, crede di vedere la figura della madre in un angolo.
Una settimana dopo, mentre Steve scopre che la tomba di Ellen è stata profanata e Annie rivela a un gruppo d'ascolto sia che molti membri della sua famiglia hanno sofferto di malattie mentali (il padre soffriva di depressione psicotica e si lasciò morire di fame, mentre suo fratello era schizofrenico e a soli 16 anni si impiccò nella camera della madre, accusandola di avergli messo delle persone dentro) sia che la madre, arrabbiata perché lei l'aveva tenuta lontano mentre aspettava Peter, l'aveva obbligata a lasciarle crescere Charlie.
Costretto dalla madre, Peter porta Charlie, che continua a vedere la nonna, a una festa dove ha uno shock anafilattico in seguito all'ingerimento di alcune noci. I due, sulla strada per l'ospedale, hanno però un incidente in cui Charlie rimane uccisa decapitata da un palo del telefono mentre si sporge dal finestrino in cerca di aria.
Per superare lo shock Annie, che intanto ha fatto la miniatura dell'incidente, torna al gruppo dove conosce Joan, una donna che ha perso figlio e nipote annegati, e, andatala a trovare a casa, nota che ha uno zerbino uguale a quelli che sua madre faceva per i membri della famiglia e poi le racconta che una notte di tanti anni prima, in preda al sonnambulismo, cosparse sé e i suoi figli di acquaragia per poi accendere un fiammifero svegliando così Peter che, da quel momento, è convinto che lei volesse ucciderli. Qualche giorno dopo, Annie incontra nuovamente Joan che, dopo averle detto che una medium ha evocato suo nipote, la convince a partecipare a una seduta spiritica a casa sua durante la quale evoca lo spirito e, prima che Annie se ne vada, le consegna il materiale necessario per poter eseguire il rito nel caso volesse mettersi in contatto con Charlie: una candela e una formula da pronunciare a inizio seduta.
Una volta a casa, dopo aver avuto un incubo in cui rivela al figlio che ha cercato di abortire mentre lo aspettava perché non si sentiva pronta a essere madre, Annie svolge il rituale e, dato che lo spirito di Charlie si manifesta con dei disegni sul suo album, la donna convince figlio e marito a rifare il rituale durante il quale lo spirito di Charlie si impossessa del corpo della madre e, mentre Peter ha una crisi di panico, Steven, pensando la moglie stia avendo una crisi isterica, le getta dell’acqua in faccia, risvegliandola.
Quando però Peter, perseguitato da strane visioni e dallo strano suono che la sorella era solita emettere, inizia a temere di essere minacciato dallo spirito della sorella e Annie vede lo spirito di Charlie manifestarsi con dei disegni sul suo album raffiguranti il viso piangente del fratello, la donna si convince che lo spirito di Charlie sia maligno e decide di bruciare il suo album di disegni ma, appena questo tocca il fuoco del caminetto, anche la manica di Annie si incendia, così lei lo recupera dalle fiamme. 
Il giorno dopo Annie va da Joan, ma la donna non le risponde e così, mentre sul tavolo di casa di Joan c'è un triangolo con al centro una foto di Peter con gli occhi cancellati e Peter la vede urlargli contro strane frasi e di «uscire», Annie, tornata a casa, trova, tra le cose della madre, un libro sul demone Paimon, un'entità maschile che deve possedere il corpo di un uomo vulnerabile per rinascere, e un album di foto in cui ci sono molte foto di Joan con Ellen. Salita in soffitta, rinviene un cadavere senza testa che pensa essere della madre e il simbolo del ciondolo che Ellen indossava nella bara disegnato col sangue sul muro. Poco dopo, Peter viene spinto da una forza sovrannaturale contro il banco e si rompe il naso, così Steve lo va a prendere e lo riporta a casa, dove Annie informa Steve del cadavere, di Joan e dell'album di Charlie, e lo implora di gettare l'album nel fuoco in modo che possa sacrificare sé stessa per fermare gli avvenimenti demoniaci e salvare Peter, ma Steve si rifiuta così Annie, fattasi coraggio, getta l’album tra le fiamme, ma a prendere fuoco stavolta è Steve, che muore carbonizzato.
Qualche ora dopo, Peter si sveglia e, inseguito dalla madre posseduta, si rifugia in soffitta dove vede una sua foto senza occhi circondata da candele e oggetti di culto, la madre che levita e si decapita con una corda di pianoforte e degli adepti nudi. Terrorizzato, Peter salta fuori dalla finestra e quando rinviene, dopo aver visto il cadavere del cane di casa e aver cominciato a fare lo stesso strano suono con la lingua che faceva Charlie, va nella casa sull'albero della sorella. Qui il ragazzo trova la testa decapitata di Charlie adornata con una corona che Joan e altri membri della congrega si apprestano a mettere sulla sua testa rivolgendosi a lui come Charlie e dicendo che è Paimon, uno degli 8 re dell'Inferno, appena liberato dal suo ospite di sesso femminile.
Si scopre quindi che il piano della nonna non era altro che donare un corpo maschile (Peter) al demone, erroneamente incarnatosi in una femmina (Charlie).

## Produzione

### Sviluppo
Ari Aster, che in precedenza aveva lavorato solo a cortometraggi, ha scritto questo film con l'intenzione di partire da una tragedia familiare che conducesse a poco a poco dentro un incubo, dando quindi vita a un'opera con una doppia natura drammatica e horror. Proprio per questa ragione l'attrice Toni Collette, altrimenti restia a prendere parte a un film horror, ha accettato il ruolo di Annie Graham: per il modo in cui il regista ritrae le vicende familiari e la tematica del lutto.

### Storia vera
Per la scena della decapitazione di Charlie, il regista e sceneggiatore si ispirò a un evento di cronaca reale: la morte del giovane Frankie Brohm, deceduto proprio mentre teneva la testa fuori dal finestrino per riprendersi dai sintomi dell'assunzione di stupefacenti. Il ragazzo finì decapitato dopo una collisione con un palo telefonico, il tutto mentre il suo amico alla guida (tale John Kemper Hutcherson) non si accorse neanche dell'accaduto per via della sua stessa condizione di ebbrezza; infatti Hutcherson è stato successivamente condannato a 5 anni di reclusione.

### Riprese
Le riprese del film sono iniziate nel febbraio del 2017 nello Utah, nella Contea di Summit e a Sandy; per quanto riguarda le scene interne alla casa, tutte le stanze sono state costruite da zero su un palcoscenico.
Il regista Aster ha poi dichiarato che: "Durante le riprese, Alex Wolff mi disse di non pronunciare mai ad alta voce il nome della commedia di William Shakespeare a causa di una leggenda più che superstiziosa… Io però l'ho pronunciato compiaciuto lo stesso, e una parte delle nostre luci sul set è esplosa!".

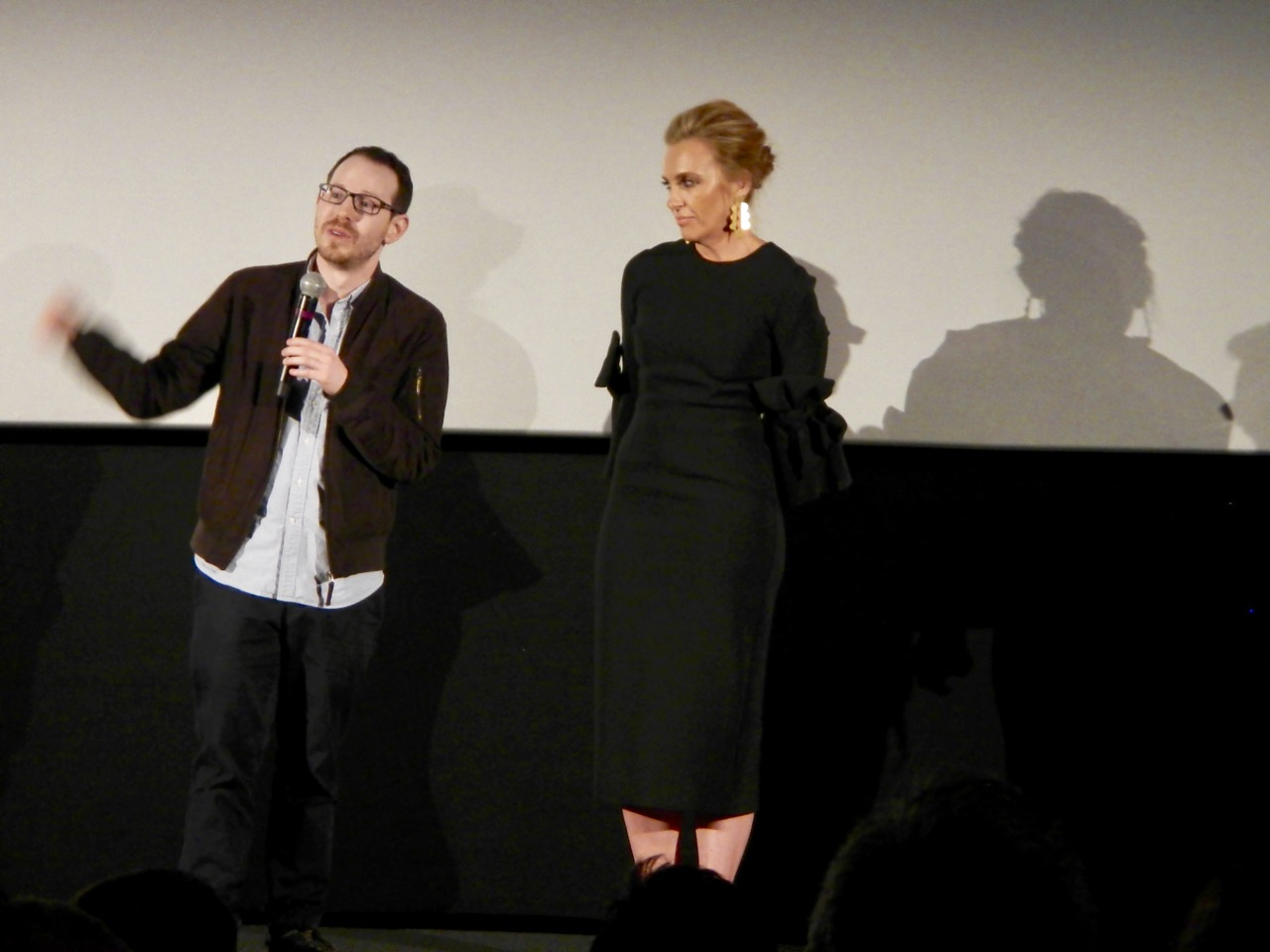
Il regista Ari Aster e Toni Collette al Sundance Film Festival

## Promozione
(Una frase pronunciata da Charlie Graham)
Il primo trailer del film è stato distribuito dal 30 gennaio 2018.

### Tagline promozionali
- «Evil runs in the family.»
  - «Il male regna in famiglia.»
- «Every family tree hides a secret.»
  - «Ogni albero genealogico nasconde un segreto.»[8]

## Distribuzione
Hereditary è stato presentato in anteprima mondiale al Sundance Film Festival il 21 gennaio 2018; durante la sua proiezione all'ANZAC Day, in Australia, nello stesso anno, il trailer del film è stato classificato prima come "film per famiglie" assieme a Peter Rabbit di Will Gluck: a causa di ciò, l'anteprima è stata accidentalmente mostrata a tutto il pubblico, composto principalmente da famiglie e bambini, creando quindi tanto panico nel teatro.
Il film è stato distribuito nelle sale cinematografiche statunitensi l'8 giugno 2018, mentre in Italia è stato proiettato in anteprima al Giffoni Film Festival il 19 luglio, ed è uscito nelle sale il 25 luglio dello stesso anno.

### Divieti
Common Sense Media, che ha poi assegnato al film 4 stelle su 5, ha limitato la visione del film solo ai maggiori di 17 anni, definendolo «un film horror viscido e profondamente inquietante, nonché molto complesso da comprendere».

## Accoglienza

### Incassi
Il film ha incassato complessivamente circa 44 milioni di dollari tra Stati Uniti e Canada e 43,7 nel resto del mondo, per un totale di 87,8 milioni di dollari, a fronte di un budget pari a 10 milioni di dollari. Il 29 luglio 2018, Hereditary - Le radici del male è divenuto ufficialmente il film con il maggior incasso della A24, battendo Lady Bird, uscito nello stesso anno (78,5 milioni di dollari incassati). Ha detenuto il record fino al mese di giugno del 2022, quando è stato superato dall'appena uscito Everything Everywhere All at Once.

### Critica
Sul sito web Rotten Tomatoes il film riceve il 90% delle recensioni professionali positive, con un voto medio di 8,4 su 10, basato su 386 recensioni; il consenso critico del sito recita: «Hereditary - Le radici del male utilizza un'impostazione classica come cornice per un film horror straziante e insolitamente inquietante, il cui freddo tocco rimane [impresso] fin oltre i titoli di coda».
Su Metacritic il punteggio ottenuto è di 87 su 100, basato su 49 recensioni; d'altra opinione è il pubblico intervistato da CinemaScore, che ha assegnato al film un voto medio di "D+" su una scala da "A+" a "F": alcune pubblicazioni scritte online hanno notato la notevole discrepanza tra il giudizio di critica e pubblico, confrontando questa distanza di opinioni alla stessa emersa con Drive, The Witch e It Comes at Night, che sono stati infatti tutti acclamati dai critici cinematografici, ma piuttosto disprezzati dagli spettatori.
Peter Travers (Rolling Stone) assegna al film 3,5 stelle su 4, definendolo il più spaventoso del 2018 e aggiungendo che «è merito di Toni Collette, che ci regala la migliore interpretazione della sua carriera; portandoci all'interno della ripartizione tra carne e spirito della protagonista Annie, che frantuma ciò che resta dei nostri nervi!».

## Riconoscimenti

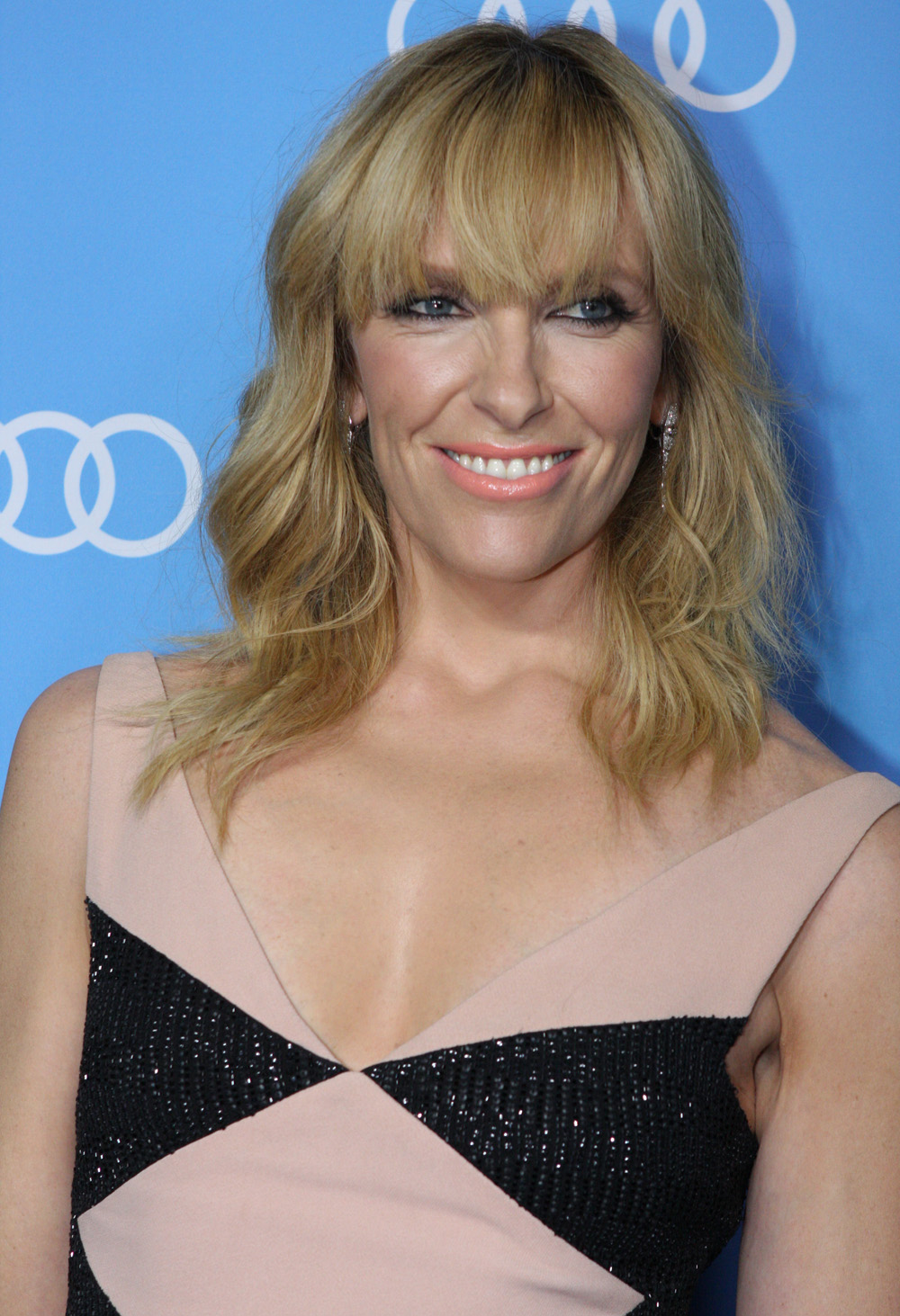
Toni Collette ai Chicago Film Critics Award del 2018

- 2018 – Gotham Independent Film Awards[22]
  - Miglior attrice a Toni Collette
  - Candidatura per il miglior regista rivelazione a Ari Aster
- 2019 – Independent Spirit Awards[23]
  - Candidatura per la miglior attrice a Toni Collette
  - Candidatura per il miglior film d’esordio a Ari Aster
- 2018 – Chicago Film Critics Association Awards[24]
  - Candidatura per il miglior film a Ari Aster
  - Miglior attrice a Toni Collette
  - Miglior regista rivelazione a Ari Aster
- 2019 – Critics' Choice Awards[25]
  - Candidatura per la miglior attrice a Toni Collette
- 2018 – San Francisco Film Critics Circle[26]
  - Candidatura per la miglior attrice a Toni Collette
- 2018 – Detroit Film Critics Awards[27]
  - Miglior attrice a Toni Collette
- 2018 – Los Angeles Film Critics Society Awards[28]
  - Miglior attrice a Toni Collette
  - Miglior attore under 23 a Alex Wolff[29]